# Thomas Hieke
Thomas Hieke (* 13. März 1968 in  Pegnitz) ist ein deutscher römisch-katholischer Theologe. Er ist Professor für Altes Testament an der Universität Mainz.

## Leben
Hieke studierte römisch-katholische Theologie an der Universität Bamberg (1987–1992) und an der Universität Innsbruck (1989–1990). 1996 wurde er bei Hubert Irsigler an der Universität Bamberg promoviert. 2003 wurde er unter Christoph Dohmen an der Universität Regensburg habilitiert. Seit 2007 ist Hieke Professor für Altes Testament an der Katholisch-Theologischen Fakultät der Universität Mainz.
Er ist verheiratet und hat vier Kinder.

## Veröffentlichungen (Auswahl)
- zusammen mit Benedict Schöning: Methoden alttestamentlicher Exegese. Darmstadt 2017.
- Levitikus 1–15, Levitikus 16–27 (HThKAT). Freiburg i.Br. 2014.
- Die Bücher Esra und Nehemia (NSK-AT 9/2). Stuttgart 2005. ]
- Abraham, Biblische Person. In: Biographisch-Bibliographisches Kirchenlexikon (BBKL). Band 24, Bautz, Nordhausen 2005, ISBN 3-88309-247-9, Sp. 1–49 (Artikel/Artikelanfang im Internet-Archive).
- Die Genealogien der Genesis (HBS 39). Freiburg i. Br. u. a. 2003.
- zusammen mit Tobias Nicklas: «Die Worte der Prophetie dieses Buches». Offenbarung 22,6–21 als Schlussstein der christlichen Bibel Alten und Neuen Testaments gelesen. (Biblisch-Theologische Studien 62), Neukirchen-Vluyn 2003.
- Psalm 80 – Praxis eines Methodenprogramms. Eine literaturwissenschaftliche Untersuchung mit einem gattungskritischen Beitrag zum Klagelied des Volkes (ATSAT 55). St. Ottilien 1997.
- Aspekte alttestamentlicher Gottesvorstellungen. S. 19–72 In: Karlheinz Ruhstorfer (Hrsg.): Gotteslehre Theologie studieren – Modul 7. 1. Auflage, Brill Schöningh, Paderborn 2014, ISBN 978-3-8252-3896-4, auf bibliographie.uni-tuebingen.de